# Monarchie constitutionnelle
 (mars 2014).
Si vous disposez d'ouvrages ou d'articles de référence ou si vous connaissez des sites web de qualité traitant du thème abordé ici, merci de compléter l'article en donnant les références utiles à sa vérifiabilité et en les liant à la section « Notes et références ».

Monarchies constitutionnelles en 2022.
Monarchies constitutionnelles à régime parlementaire, où le souverain n’exerce que des fonctions représentatives et dispose de pouvoirs politiques limités ou purement symboliques
Monarchies semi-constitutionnelles où le souverain exerce un rôle plus ou moins important dans la politique du pays

Une monarchie constitutionnelle est un type de régime politique qui reconnaît un monarque élu ou héréditaire comme chef de l'État, mais où une constitution limite ses pouvoirs.
Les monarchies constitutionnelles modernes sont le plus souvent des régimes parlementaires avec une séparation des pouvoirs où le monarque est le chef symbolique du pouvoir exécutif. Ce pouvoir est en pratique dévolu à un Premier ministre nommé par le monarque, et devant avoir le soutien du Parlement, envers lequel son gouvernement est seul responsable.
Le monarque, indépendant des partis politiques, dispose de prérogatives constitutionnelles afin d'exercer son rôle éminemment symbolique en tant que garant de la Constitution et de la démocratie, de l'unité nationale et de l'intégrité territoriale, mais aussi en tant que symbole de la continuité historique de l'État, représentant et garant de ses intérêts à l'étranger. Il peut également avoir un droit de regard, de conseil et d'avertissement sur la politique menée par le gouvernement, présider les séances du conseil des ministres, et être un arbitre, en cas de crise politique ou gouvernementale. De ce fait, il joue un rôle neutre et peut servir de médiateur, c'est en cela que le monarque est un « pouvoir modérateur » selon Benjamin Constant. Ainsi, le monarque parlementaire règne mais ne gouverne pas, ou pour reprendre la formule exacte d'Adolphe Thiers : « Le roi n'administre pas, ne gouverne pas, il règne ».
Le monarque héréditaire peut porter le titre de roi ou de reine, comme dans la plupart des monarchies européennes, mais aussi celui de grand-duc ou grande-duchesse, comme au Luxembourg, de prince, comme à Monaco ou au Liechtenstein, de sultan, comme à Oman, ou d’empereur, comme au Japon. 

## Origine
Le concept tient ses origines des monarchies absolues de la fin du Moyen Âge dans lesquelles l'autorité du gouvernement est exercée par le monarque et son gouvernement. Le développement de la participation populaire dans les démocraties passa le pouvoir de gouvernements choisis à des assemblées et parlements législatifs, produisant des systèmes plus démocratiques. Ainsi, le monarque règne mais ne gouverne pas.

## Chef théorique de l'exécutif
Dans une monarchie constitutionnelle, la fonction de chef de l'État se transmet habituellement au sein d'une famille royale. Le chef de l'État est théoriquement responsable de l'exécutif, ce qui explique l'origine de dénominations telles que « Le gouvernement de Sa Majesté ». C'est le cas du Canada, l'un des 10 royaumes du Commonwealth sous la gouverne de la Couronne britannique (le pays est cependant indépendant du Royaume-Uni), dont le chef d'État est Charles III.
Dans certains pays, le monarque peut siéger au gouvernement bien qu'il ne joue pas de rôle dans la formation de la politique. Dans d'autres, le monarque a un droit d'accès à toutes les affaires du gouvernement. Toutefois, certaines constitutions monarchiques excluent le monarque de toute participation gouvernementale. C'est le cas en Suède et au Japon notamment, dont les souverains restent néanmoins les monarques constitutionnels.

## Chef effectif de l'exécutif
Il existe encore des monarchies constitutionnelles dans lesquelles le monarque est doté de véritables pouvoirs politiques. C'est notamment le cas de Monaco, où le prince souverain a l'initiative des lois et nomme le gouvernement. Ce dernier n'est responsable que devant lui. En effet, la séparation stricte des pouvoirs fait que le gouvernement n'est pas issu du Conseil national (parlement monégasque monocaméral). Au Liechtenstein, le prince dispose quant à lui d'un droit de veto sur les décisions du peuple.

## Application
De nos jours, elle est pratiquement toujours associée à une démocratie représentative. Bien que le roi ou la reine puisse être vu comme chef du gouvernement, c'est le Premier ministre qui gouverne le pays. Son pouvoir dérive directement ou indirectement d'élections.
Historiquement, certaines monarchies constitutionnelles n'ont pas toujours été des démocraties représentatives. Par exemple l'Italie, le Japon et l'Espagne ont connu des monarchies coexistant avec un régime autoritaire.

## Dans le monde
| État                            | Depuis la constitution de | Statut                                                | Type de succession |
| ------------------------------- | ------------------------- | ----------------------------------------------------- | --- |
| Andorre                         | 1993                      | Monarchie constitutionnelle, démocratie parlementaire | Élective |
| Antigua-et-Barbuda              | 1981                      | Monarchie constitutionnelle, démocratie parlementaire | Héréditaire (famille Windsor) |
| Australie                       | 1901                      | Monarchie constitutionnelle, démocratie parlementaire | Héréditaire (famille Windsor) |
| Bahamas                         | 1973                      | Monarchie constitutionnelle, démocratie parlementaire | Héréditaire (famille Windsor) |
| Bahreïn                         | 2002                      | Monarchie constitutionnelle, démocratie parlementaire | Héréditaire (famille al-Khalifa) |
| Belgique                        | 1831                      | Monarchie constitutionnelle, démocratie parlementaire | Héréditaire (famille de Belgique) |
| Belize                          | 1981                      | Monarchie constitutionnelle, démocratie parlementaire | Héréditaire (famille Windsor) |
| Bhoutan                         | 2007                      | Monarchie constitutionnelle, démocratie parlementaire | Héréditaire (famille Wangchuck) |
| Cambodge                        | 1993                      | Monarchie constitutionnelle, démocratie parlementaire | Élective : sélectionné par les neuf membres du Conseil du trône parmi les membres de la famille royale (famille Norodom)                                                        |
| Canada                          | 1867                      | Monarchie constitutionnelle, démocratie parlementaire | Héréditaire (famille Windsor) |
| Danemark                        | 1849                      | Monarchie constitutionnelle, démocratie parlementaire | Héréditaire (famille de Glücksburg) |
| Émirats arabes unis             | 1971                      | Monarchie constitutionnelle                           | Élective : élu par les sept émirs du Conseil suprême |
| Espagne                         | 1978                      | Monarchie constitutionnelle, démocratie parlementaire | Héréditaire (famille de Bourbon) |
| France - Wallis et Futuna       | 1887                      | 3 monarchies coutumières en République française      | Électives : élus par 3 conseils des familles nobles des royaumes français de Uvéa, Alo et Sigave                                                                                |
| Grenade                         | 1974                      | Monarchie constitutionnelle, démocratie parlementaire | Héréditaire (famille Windsor) |
| Îles Salomon                    | 1978                      | Monarchie constitutionnelle, démocratie parlementaire | Héréditaire (famille Windsor) |
| Jamaïque                        | 1962                      | Monarchie constitutionnelle, démocratie parlementaire | Héréditaire (famille Windsor) |
| Jordanie                        | 1952                      | Monarchie constitutionnelle, démocratie parlementaire | Héréditaire (famille al-Hashimi) |
| Japon                           | 1889                      | Monarchie constitutionnelle, démocratie parlementaire | Héréditaire (famille Yamato) |
| Koweït                          | 1962                      | Monarchie constitutionnelle, démocratie parlementaire | Héréditaire : approuvé par la famille princière (famille al-Sabah) et par la majorité de l'Assemblée nationale                                                                  |
| Lesotho                         | 1993                      | Monarchie constitutionnelle, démocratie parlementaire | Héréditaire : approuvé par le collège des chefs (famille Seeiso) |
| Liechtenstein                   | 1862                      | Monarchie constitutionnelle, démocratie parlementaire | Héréditaire (famille de Liechtenstein) |
| Luxembourg                      | 1868                      | Monarchie constitutionnelle, démocratie parlementaire | Héréditaire (famille de Nassau) |
| Malaisie                        | 1957                      | Monarchie constitutionnelle, démocratie parlementaire | Élective : élu par le Conseil fédéral (le premier ministre, les 9 souverains et les 4 gouverneurs malais) et parmi les 9 souverains (8 sultans et 1 raja) des États de Malaisie |
| Maroc                           | 1962                      | Monarchie constitutionnelle, démocratie parlementaire | Héréditaire (famille Alaouite) |
| Monaco                          | 1962                      | Monarchie constitutionnelle, démocratie parlementaire | Héréditaire (famille Grimaldi) |
| Nouvelle-Zélande                | 1907                      | Monarchie constitutionnelle, démocratie parlementaire | Héréditaire (famille Windsor) |
| Norvège                         | 1814                      | Monarchie constitutionnelle, démocratie parlementaire | Héréditaire (famille de Glücksburg) |
| Papouasie-Nouvelle-Guinée       | 1975                      | Monarchie constitutionnelle, démocratie parlementaire | Héréditaire (famille Windsor) |
| Pays-Bas                        | 1815                      | Monarchie constitutionnelle, démocratie parlementaire | Héréditaire (famille d'Orange-Nassau) |
| Royaume-Uni                     | 1689                      | Monarchie constitutionnelle, démocratie parlementaire | Héréditaire (famille Windsor) |
| Saint-Christophe-et-Niévès      | 1983                      | Monarchie constitutionnelle, démocratie parlementaire | Héréditaire (famille Windsor) |
| Sainte-Lucie                    | 1979                      | Monarchie constitutionnelle, démocratie parlementaire | Héréditaire (famille Windsor) |
| Saint-Vincent-et-les-Grenadines | 1979                      | Monarchie constitutionnelle, démocratie parlementaire | Héréditaire (famille Windsor) |
| Samoa                           | 1962                      | Monarchie constitutionnelle, démocratie parlementaire | Élective (élu pour cinq ans par le Fono parmi les Tama'aiga) |
| Suède                           | 1809                      | Monarchie constitutionnelle, démocratie parlementaire | Héréditaire (famille Bernadotte) |
| Thaïlande                       | 2014                      | Monarchie constitutionnelle, junte militaire          | Héréditaire (famille Chakri) |
| Tonga                           | 1875                      | Monarchie constitutionnelle, démocratie parlementaire | Héréditaire (famille Tupou) |
| Tuvalu                          | 1978                      | Monarchie constitutionnelle, démocratie parlementaire | Héréditaire (famille Windsor) |

En Amérique, il n'y a que trois monarques : Charles III (via 9 de ses royaumes du Commonwealth), Willem-Alexander (« Antilles Néerlandaises ») et Frédéric X (Groenland).
En Europe, on compte 12 monarques dont les fonctions et les pouvoirs varient.

## Anciennes monarchies constitutionnelles
Plusieurs pays ont connu une monarchie constitutionnelle avant de devenir des républiques, parmi lesquels on peut citer :
- l'Afghanistan, de 1926 à 1973, avec le royaume d'Afghanistan ;
- l'Afrique du Sud, de 1910 à 1961, avec l'union d'Afrique du Sud ;
- l'Albanie de 1928 à 1939 avec le royaume d'Albanie ;
- l'Autriche-Hongrie, de 1867 (compromis austro-hongrois) à 1919 ;
- l'Allemagne, de 1871 à 1919, avec l'Empire allemand ;
- la Barbade, de 1966 à 2021, en tant que royaume du Commonwealth ;
- le Brésil, de 1822 à 1889, avec l’empire du Brésil ;
- la Bulgarie, de 1876 à 1945 avec le royaume de Bulgarie ;
- la Corse en 1736, avec le royaume indépendant de Corse, et de 1794 à 1796 avec le royaume anglo-corse ;
- l'Égypte de 1922 à 1953 avec le royaume d'Égypte ;
- l'Éthiopie de 990 à 1974 avec l'empire d'Éthiopie ;
- la Finlande, théoriquement de 1809 à 1917, avec le grand-duché de Finlande, mais gouvernée par le tsar de Russie ;
- la France, avec le royaume de France, de 1791 à 1792 puis de 1804 à 1848 (Empire français, Restauration française et monarchie de Juillet) et de 1852 à 1870 (Second Empire français) ;
- la Grèce de 1843 à 1924 puis de 1935 à 1974 avec le royaume de Grèce ;
- Hawaï de 1840 à 1893 en tant que royaume d'Hawaï ;
- la Hongrie, de 1848 à 1849, puis de 1867 à 1918 en tant qu'empire d'Autriche-Hongrie, puis de 1920 à 1944 en tant qu'État indépendant (aucun monarque n'est alors proclamé et le pays est gouverné par un régent) ;
- l'Inde de 1947 à 1950, avec le dominion de l'Inde ;
- l'Irlande de 1922 à 1937, avec l'État libre d'Irlande ;
- l'Islande de 1918 à 1944 en tant que royaume d'Islande, en union personnelle avec la monarchie danoise ;
- l'Italie de 1861 à 1928 puis de 1943 à 1946 en tant que royaume d'Italie ;
- l'Iran jusqu'en 1979 ; la Perse était devenue une monarchie constitutionnelle en 1906 ;
- le Laos de 1949 à 1975 avec le royaume du Laos ;
- la Libye de 1951 à 1969 avec le royaume de Libye ;
- Madagascar jusqu'en 1895
- le Mexique de 1863 à 1867 avec l'empire du Mexique ;
- le Monténégro, en tant que principauté du Monténégro de 1852 à 1910 puis en tant que royaume du Monténégro de 1910 à 1918. Présence d'une constitution, mais souverains absolutistes ;
- le Népal de 1959 à 2008 avec le royaume du Népal ;
- l'Empire ottoman de 1876 à 1878 puis de 1908 à 1918 ;
- le Pakistan de 1947 à 1956, avec le dominion du Pakistan ;
- le Portugal, de 1820 à 1828 et de 1834 à 1910, sous la branche libérale de la maison de Bragance ;
- la Roumanie, de 1831 à 1848 avec les règlements organiques de Valachie et de Moldavie ; de 1859 à 1866, avec les Principautés unies, et puis de 1866 à 1947, en tant que principauté de Roumanie, puis de royaume de Roumanie ;
- le royaume de Piémont-Sardaigne, de 1848 à 1860, date de son incorporation au royaume d'Italie ;
- la Serbie de 1903 à 1918 (date de la formation du royaume des Serbes, Croates et Slovènes), en tant que royaume de Serbie ;
- le Sri Lanka de 1948 à 1972, avec le dominion de Ceylan ;
- la Tunisie de 1705 à 1957, avec le beylicat de Tunis, puis avec le royaume de Tunisie ;
- la Yougoslavie, sous le nom de royaume des Serbes, Croates et Slovènes, de 1918 à 1929, date du retour de l'absolutisme et la formation du royaume de Yougoslavie ;
- plusieurs États constitutifs de l'Empire allemand en 1871 étaient des monarchies constitutionnelles.